# تومپلاواکه
تومپلاواکه (به لاتین: Tumpelawake) یک منطقهٔ مسکونی در سری‌لانکا است که در استان مرکزی (سری‌لانکا) واقع شده‌است.